# Daniel Farke
Daniel Farke (Steinhausen, 30 oktober 1976) is een Duits voetbaltrainer en voormalig voetballer. Hij werd in juli 2023 aangesteld als trainer van Leeds United.

## Trainerscarrière
Farke begon zijn trainerscarrière bij SV Lippstadt 08, de club waarvoor hij in drie termijnen was uitgekomen als speler. Bij zijn aantreden speelde Lippstadt in de Westfalenliga, de zesde divisie in het Duitse voetbal. In 2012 leidde Farke zijn team naar de Oberliga Westfalen, waar het onmiddellijk kampioen speelde. Lippstad kwam in het seizoen 2013/14 zo uit in de Regionalliga West, waar het voorlaatste eindigde. Na de degradatie bleef Farke nog één seizoen trainer van Lippstadt.
In november 2015 ging Farke aan de slag als trainer van Borussia Dortmund II, het tweede elftal van Borussia Dortmund. Hij had er onder andere Alexander Isak, Eike Bansen, Jonas Arweiler, Pascal Stenzel en Marvin Ducksch onder zijn hoede. In zijn eerste seizoen eindigde hij vierde met Dortmund, in zijn eerste volledige seizoen zelfs tweede. Dortmund verloor dat seizoen slechts drie keer, vijf keer minder dan kampioen FC Viktoria Köln (het speelde dat seizoen wel vijftien keer gelijk). Farke, die een goede werkrelatie onderhield met trainer van het eerste elftal Thomas Tuchel, groeide uit tot een van de meest gewaardeerde jonge coaches in Duitsland. In mei 2017 werd hij dan ook weggeplukt door Norwich City, dat twee seizoenen daarvoor was gedegradeerd uit de Premier League.
In zijn eerste seizoen in Engeland leidde Farke zijn club naar een veertiende plek. Norwich kwam dat seizoen nooit in de problemen – het stond enkel op de vijfde speeldag even in de degradatiezone –, maar maakte ook nooit aanspraak op een promotieplaats. In het tweede seizoen volgde de ommekeer: ondanks een zwakke start (5 op 18) kampeerde Norwich vanaf de zestiende speeldag vrijwel onafgebroken in de top twee van het klassement, waardoor het op het einde van het seizoen kampioen werd in de Championship. Deze titel was mede te danken aan enkele knappe reeksen: zo won Norwich dat seizoen zes (speeldag 13-18) en acht keer op rij (speeldag 33-40). Farke kon de club niet op het hoogste niveau houden en degradeerde in 2019/20, om in 2020/21 meteen weer te promoveren. Toen Norwich in de Premier League van 2021/22 na negen wedstrijden nog niet had gewonnen, stuurde de club hem de laan uit.
Farke tekende in januari 2022 een contract tot medio 2024 bij FK Krasnodar, maar twee maanden later - nog voor hij één wedstrijd had gecoacht - verliet hij Rusland naar aanleiding van de Russische invasie van Oekraïne. Farke werd in juni 2022 vervolgens aangesteld bij Borussia Mönchengladbach. Daarmee werd hij in zijn eerste seizoen tiende in de Bundesliga. De Duitse club liet hem daarop gaan vanwege tegenvallende resultaten.
Farke keerde in juli 2023 terug naar Engeland en tekende een contract voor vier seizoenen bij het toen net naar de Championship gedegradeerde Leeds United. Na twee seizoenen promoveerde hij in het seizoen 2024/25 terug naar het hoogste niveau, door ook de titel in de Championship te veroveren.